# Gerald Mason
Pour les articles homonymes, voir Mason.
Gerald Mason, né en 1877 à Sale et mort le 30 septembre 1951 à Woolacombe (en), est un joueur britannique de crosse.

## Biographie
Gerald Mason, joueur du Stockport Lacrosse Club, fait partie de l'équipe nationale britannique médaillée d'argent aux Jeux olympiques d'été de 1908 à Londres. Les Britanniques perdent le seul match de la compétition contre les Canadiens sur le score de 14 à 10.